# David Bey
David Bey  (* 11. März 1957 in Philadelphia; † 13. September 2017 in Camden) war ein US-amerikanischer Schwergewichtsboxer.

## Amateur
Bey war ein hervorragender Amateurboxer, gewann seine ersten 18 Kämpfe und den Wettbewerb der US-Armee.

## Profi
Bey debütierte im Jahr 1981 und besiegte den zukünftigen, unangefochtene Weltmeister im Schwergewicht James "Buster" Douglas in der zweiten Runde durch technischen K. o. Douglas hatte zu diesem Zeitpunkt allerdings erst fünf Kämpfe bestritten. Er fügte in seinem 9. Kampf George Chaplin seine erste K.-o.-Niederlage zu und besiegte in seinem 14. Kampf Greg Page über 12 Runden nach Punkten und sicherte sich damit den USBA-Titel.
Im März 1985 boxte Bey um die Weltmeisterschaft gegen Larry Holmes. Trotz starker Leistung war er chancenlos, musste insgesamt zweimal zu Boden und ging in der 10. Runde k.o. Drei Monate später verlor er gegen Trevor Berbick durch T.K.o in Runde 11.
1986 boxte er unter anderem gegen James Smith und Joe Bugner. Beide Kämpfe waren auf 10 Runden angesetzt, beide Kämpfe verlor er einstimmig nach Punkten.
1987 boxte er gegen die ungeschlagenen Johnny Du Plooy und Tyrell Biggs. Gegen Biggs verlor er durch technischen Knockout in Runde 6 und gegen Plooy durch klassischen Knockout in Runde 9.
Bey war drei Jahre lang inaktiv und stieg erst wieder 1990, unter anderem gegen den ungeschlagenen Bruce Seldon in den Ring. Seldon schlug ihn in der 10. und letzten Runde k.o. Im darauffolgenden Jahr boxte er gegen Joe Hipp, David Jaco und Derek Williams. Gegen Hipp und Williams verlor er, gegen Jaco boxte er unentschieden.
1993 boxte er unter anderem gegen den späteren Europameister Željko Mavrović, der erst fünf Kämpfe hatte. Bey hatte zu keinem Zeitpunkt eine Siegchance und wurde in der vierten Runde ausgeknockt. Seinen letzten Kampf konnte er siegreich gestalten, als der das zweite Mal gegen David Jaco boxte. Er besiegte ihn durch technischen K. o. in Runde 8.